# Динамо (футбольний клуб, Тула)
ФК «Дина́мо» Тула (рос. Футбольный клуб «Динамо» Тула) — колишній російський футбольний клуб з міста Тула, заснований у 1991 році як «Луч» та розформований у 2003 році. Виступав у Першості ПФЛ.
Протягом 1998—2001 років був фарм-клубом тульського «Арсенала».

## Назви
- 1991—1997 — «Луч»
- 1998—2002 — «Арсенал-2»
- 2003 — «Динамо».